# Стояновський Микола Іванович
Стояновський Микола Іванович (31.ХІІ 1820 (12.1 1821), тепер м. Могилів-Подільський — 22.VII (4.VIII) 1900, м. Сен-Люнар, Франція) — правник, товариш міністра юстиції, дійсний таємний радник, статс-секретар (1895). Відомий як активний провідник судової реформи 1860-х рр.

З малоросійських дворян. З 1832 по 1836 рік навчався в благородному пансіоні в Златополі, Київської губернії, а потім вступив до Імператорського училища правознавства, курс якого закінчив в 1841 році з правом на чин колезького секретаря і в тому ж році визначився на службу в 1-й відділ 5-го департаменту Урядового сенату.